# Opština Centar Župa
Centar Župa (makedonsky Центар Жупа, turecky Merkez Jupa) je opština na západě Severní Makedonie. Centar Župa je také název vesnice, která je centrem opštiny. Celá opština se nachází v Jihozápadní regionu.

## Geografie
Opština sousedí na jihu s opštinou Struga, na východě s opštinou Debar a na severu a západě s Albánií.

## Demografie
Podle sčítání lidu v roce 2021 žije v opštině 3 720 obyvatel. Etnickými skupinami jsou:
- Turci: 2 899 (77,93 %)
- Makedonci: 236 (6,34 %)
- Albánci: 187 (5,03 %)
- ostatní a neuvedeno: 398 (10,7 %)